# Lista de cidades de Vermont
Esta é uma lista de cidades do estado de Vermont, Estados Unidos.

## A
- Arlington

## B
- Beecher Falls
- Bennington
- Bethel
- Bullfrog Basin
- Burlington

## C
- Cavendish
- Chester
- Colchester

## D
- Derby Line

## E
- Essex Junction

## G
- Georgia

## H
- Highgate Center
- Highgate Springs
- Hinesburg

## L
- Lebanon-Hanover-White River apt
- Lyndonville

## M
- Manchester Center
- Middlebury
- Montpelier

## N
- Newfane
- Newport
- North Clarendon
- North Troy
- Norton

## O
- Orleans
- Orwell

## P
- Putney

## R
- Richford
- Rutland

## S
- Sheldon Springs
- Shoreham
- Springfield
- St. Albans
- St. Johnsbury
- Stowe
- Swanton

## T
- Townshend

## W
- Waitsfield
- Waterbury
- West Clarendon
- Williamstown
- Williston
- Windsor